# Skirma Kondratas
Skirma Kondratas (* 1944 in Vilkaviškis) ist eine litauische ehemalige Politikerin.

## Leben
1949 kam Skirma mit ihren Eltern in die USA. Sie lernte an der Norwood High School. Sie absolvierte das Studium der Geschichte an der Harvard University in den USA. Sie arbeitete als Pädagogin, Übersetzerin, Projektmitarbeiterin im sozialen Bereich, Beraterin des litauischen Ministerpräsidenten Andrius Kubilius, als Projektleiterin bei Pilietinės visuomenės institutas im Projekt „Lietuva be atskirties ir skurdo“, Beraterin des Präsidenten Valdas Adamkus, in der Verwaltung der US-Regierungen bei Ronald Reagan und George H. W. Bush.
Vom Februar 2010 bis Februar 2011 war sie Vizeministerin am Sozialministerium Litauens; ihr Nachfolger war Dalius Bitaitis. Sie war Stellvertreterin von Donatas Jankauskas im Kabinett Kubilius II. Seit 2011 ist sie Vorstandsmitglied der "Heifer International"-Stiftung in Arkansas.
Sie ist verheiratet und hat zwei Kinder.